# Tiberius Coruncanius
Tiberius Coruncanius (* 4. Jahrhundert v. Chr.; † vermutlich 243 v. Chr.) war ein römischer Politiker, Feldherr, Oberpriester und Rechtsgelehrter des 3. Jahrhunderts v. Chr. Als erster vorklassischer römischer Jurist formulierte und lehrte er ein systematisch konzipiertes, rationales Rechtsverständnis anstelle der religiös begründeten Entscheidungen in Einzelfällen, wie sie bisher ausschließlich existiert hatten.

## Herkunft
Er stammte aus einer plebejischen Familie aus Tusculum oder Camerium, der gens Coruncania, die bis dahin keine hohen Staatsämter der römischen Republik übernommen hatte. Daher galt er als typischer homo novus. Sowohl sein Vater als auch sein Großvater hießen Tiberius, was sich daraus erschließen lässt, dass er als Tiberius Coruncanius Ti. f. Ti. n. in den Fasti Capitolini verzeichnet ist.

## Konsulat
Im Jahr 280 war Coruncanius gemeinsam mit Publius Valerius Laevinus Konsul und damit als Heerführer im Krieg um die Vorherrschaft in Italien beteiligt. Als die beiden Konsuln im Kampf gegen König Pyrrhos I. von Epirus die römische Armee aufteilten, übernahm er das Heer, das sich gegen die Etrusker wandte, die Stadt Vulci einnahm sowie gegen Volsinii einen Sieg errang. Währenddessen erlitt das andere römische Heer in der Schlacht von Heraclea eine Niederlage gegen Pyrrhos selber. Als dieser sich daraufhin aber dem römischen Kernland, dem Latium, zuwandte, traf er auf die Truppen des Coruncanius, die vom nördlichen Kriegsschauplatz zurückgekehrt waren. Da sein Heer trotz des Sieges bereits geschrumpft war und er sich in einer strategisch ungünstigen Position befand, fürchtete der König, nicht genügend Soldaten für eine weitere Feldschlacht zu haben, und kehrte nach Anagnia, das zwei Tagesmärsche von Rom entfernt liegt, um. Für seine Siege erhielt Coruncanius den Acta triumphorum zufolge einen Triumph „[de V]ulsiniensibus et Vulcientibus“.
Über eine weitergehende Beteiligung des Coruncanius an den militärischen Ereignissen dieser Zeit ist nichts bekannt. Möglicherweise übernahm er die politische und militärische Sicherung und Verwaltung Italiens, während sein Amtskollege am Hauptkriegsschauplatz kämpfte.

## Priesterämter und Diktatur
Wann Tiberius Coruncanius das Amt eines Priesters (pontifex) übernahm, ist nicht bekannt; vermutlich hängt mit dessen Ausübung auch seine juristische Tätigkeit zusammen. Zwischen 255 und 252, vermutlich aber 254, wurde er als erster Plebejer Pontifex Maximus (römischer Staatsoberpriester), was erst durch die Lex Ogulnia von 300 als wichtiges Ergebnis der Ständekämpfe möglich geworden war.
246 war er comitiorum habendorum causa (für die Durchführung von Wahlen) Diktator, sein Magister equitum (Reiteroberst) war Marcus Fulvius Flaccus. Das Amt des Pontifex Maximus übte er vermutlich bis 243 aus, da ab diesem Jahr sein Nachfolger Lucius Caecilius Metellus im Amt belegt ist. Daraus lässt sich schließen, dass Coruncanius wohl zu diesem Zeitpunkt starb, weil das Amt des obersten römischen Priesters normalerweise auf Lebenszeit übertragen wurde.

## Juristische Tätigkeit
Neben seiner politischen Tätigkeit machte sich Coruncanius insbesondere als Jurist einen Namen, obwohl er selbst keine Schriften veröffentlicht hat, die in der Spätantike noch erhalten waren. Er war nämlich der Überlieferung zufolge der erste Rechtsgelehrte, der nicht nur wie traditionell üblich, zahlreiche Responsen (Antworten auf schriftliche Anfragen) verfasste, das zu materiellem Recht erstarkte, sondern auch öffentlichen systematischen Rechtsunterricht gab, also Vorlesungen hielt. Damit machte er die Jurisprudenz „von einem Mysterium zu einem Beruf“. Die bisherigen unzusammenhängenden Gesetze und Verordnungen hatten ihre Autorität hauptsächlich aus der sakralen Sphäre bezogen, wie ja auch Coruncanius selbst religiöse Ämter bekleidete. Alfred Heuß zufolge war er dennoch durch sein Verständnis einer Wissenschaft von Recht „der erste „weltliche“ Jurist“.